# Dvorana Lužniki
Dvorana Lužniki (rusko Дворец спорта Лужники) je moskovska športna dvorana, del športnega kompleksa Lužniki, zgrajena leta 1956 s kapaciteto za 13.700 gledalcev. V njej potekajo hokejske, gimnastične, odbojkarske, košarkarske, boksarske in druge tekme, prav tako pa tudi glasbeni koncerti. Leta 2002 je bila dvorana prenovljena in ima sedaj kapaciteto za 11.500 gledalcev. Najpogosteje v njej potekajo hokejske tekme, do leta 2000 je bila to domača dvorana hokejskega kluba Dinamo Moskva. 

## Športne prireditve
- Spartakjada v letih 1956, 1959, 1963, 1967, 1971 in 1979
- Svetovno prvenstvo v hokeju na ledu skupine A v letih 1957, 1973, 1979 in 1986
- Žensko svetovno košarkarsko prvenstvo leta 1959
- Žensko in moško svetovno odbojkarsko prvenstvo leta 1962
- Summit Series v letih 1972 in 1974
- Poletne olimpijske igre 1980, za judo in gimnastiko
- Goodwillove igre leta 1986
- Svetovno prvenstvo v umetnostnem drsanju leta 2005